# 劉助
刘助（?—?），字元德，唐朝连州桂阳县人。
其先祖出自彭城刘氏，后迁居桂阳。兄长刘瞻是唐懿宗时期的宰相。刘助性情仁孝，幼年时与兄长一同游乐，他在吃喝时挑选次等的食物。长大后善文词，喜爱黄老学派的理论。二十岁时去世。